# 雷塞爾冰川
80°30′S 156°18′E / 80.500°S 156.300°E
雷塞爾冰川（英語：Ramseier Glacier）是南極洲的冰川，位於奧次地，處於拉米奇山以東，全長9公里，最終注入伯德冰川，以冰川學家命名，現時由南極條約體系管理。